# جيمس روبرتسون
جيمس روبرتسون (بالإنجليزية: James Robertson)‏ (20 فبراير 1929 في المملكة المتحدة - 11 يونيو 2015) هو مدرب كرة قدم ولاعب كرة قدم بريطاني في مركز جناح ‏. لعب مع إبسفليت يونايتد ونادي أرسنال ونادي برينتفورد.

## وصلات خارجية
- جيمس روبرتسون على موقع قاعدة بيانات كرة القدم.إي يو (الإنجليزية)